# Проект MOON-BLINK
Проект MOON-BLINK — проект NASA 1965—1966 года по исследованию необычных явлений (аномалий) на поверхности Луны. Работы выполнялись Trident Engineering Associates (Аннаполис, штат Мэриленд) в рамках контракта NAS 5-9613 от 1 июня 1965 года с Goddard Space Flight Center (Гринбелт, штат Мэриленд).

## Цели и задачи проекта
- Разработка устройств для наблюдения аномалий в красной части видимого спектра на Луне, способы выявления и записи таких явлений.
- Программа наблюдений за Луной с помощью телескопов и специально разработанного оборудования.

## История
В отчете, выпущенном NASA в октябре 1966 года, предыстория вопроса описывается следующим образом:
There have been some puzzling reports over the years. Before 1843 astronomers listed Linne as a normal but steep-walled crater about five miles in diameter. In 1866 Schmidt, a famed astronomer, reported that Linne was not a crater at all but looked more like a whitish cloud. Later observers disagreed with both descriptions, saying it was a low mound" about four miles across, with a deep crater one mile in diameter in its top. Much later — in 1961 — Patrick Moore, one of the foremost contemporary lunar astronomers, was astonished that Linne appeared to be a normal crater about three miles in diameter. Moore examined it with two telescopes then called another astronomer. He examined it with a third instrument and reported a similar inexplicable appearance. The following night was cloudy, but the next night Linne appeared as Moore had always seen it — a gently rounded dome with a small crater on top. Moore attributed the changes to unusual lighting effects. During the past ten years several incontrovertible observations have been reported of unusual color activity on or just above the lunar surface. These may be divided into two categories: those events localized to a few square miles of lunar area and those covering a significant portion of the lunar surface. Insufficient evidence exists at present to determine whether these two types of events are similar or dissimilar in nature. However, they both manifest themselves in the red portion of the visible spectrum. The localized observations to date have occurred most frequently in two lunar areas: the Aristarchus region and Alphonsus. Appendix I of this-report lists a number of modern observations which are peculiar because of color changes. Most were of short duration — minutes or hours. The detection of these transient events demands a program of constant surveillance of the moon with suitable astronomical instruments. This was strongly recommended by Dr. Z. Kopal at Commission 17 (The Moon) sponsored by the IAU and NASA at Goddard Space Flight Center on April 15-16, 1965. A surveillance program utilizing large astronomical telescopes inherently capable of detecting these occurrences is not feasible because of problems caused by economics and/or by prior commitments.
Для реализации проекта MOON-BLINK был сконструирован детектор, основанный на том принципе,
что внимание наблюдателя будет немедленно обращено на любое движение, происходящие на
части большого статического изображения. Принцип действия детектора описан далее:
In the Moon-Blink detector the telescopic image is intercepted by alternating red and blue filters at a rate of approximately 120 times per minute. When this image is viewed by a suitable electro-optical device, changes in color at either end of the visible spectrum will appear as a «blink» on the face of the image tube, thus drawing the eye to the spot. Figure 1 shows the detector components and Figure2 shows the device installed. A more complete description of the Moon-Blink detector is included as Appendix II.

## Результаты экспериментов и выводы
- Красные цветовые пятна (аномалии) появляются на поверхности Луны.
- Эти аномалии могут сохраняться в течение нескольких часов. 15 ноября 1965 года аномалии наблюдались не менее четырёх часов (прервано восходом Солнца).
- Устройства, разработанные для программы MOON-BLINK обладают гораздо большей эффективностью для наблюдения аномалий, чем непосредственное наблюдение в телескоп или обычная цветная фотография.
- Горячая линия зарекомендовала себя как наиболее эффективное средство предупреждения других обсерваторий.
- Эффективность неоплачиваемых добровольцев для наблюдения за Лунными аномалиями вызывает сомнения.